# Serafim (Tsujie)
Serafim (nascido: Tsujie Noboru, em japonês:  辻永昇, transl. Serafimu; batizado: Andrei, em russo:  Андрей; 23 de março de 1951, Akita, Japão) é bispo da Igreja Ortodoxa Japonesa do Patriarcado de Moscou e desde 28 de setembro de 2023, seu primaz, com o título Arcebispo de Tóquio e Metropolita de Todo o Japão.